# Барки (Мантова)
Барки је насеље у Италији у округу Мантова, региону Ломбардија.
Према процени из 2011. у насељу је живело 201 становника. Насеље се налази на надморској висини од 35 м.